# Austrothemis nigrescens
Austrothemis nigrescens är en trollsländeart som först beskrevs av Martin 1901.  Austrothemis nigrescens ingår i släktet Austrothemis och familjen segeltrollsländor. IUCN kategoriserar arten globalt som livskraftig. Inga underarter finns listade i Catalogue of Life.